# Kamtjatka oblast

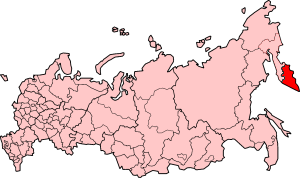
Lägeskarta; Korjakien är inte inkluderat.

Oblastets vapen

Flagga

Kamtjatka oblast (ryska: Камча́тская о́бласть) var ett oblast på Kamtjatkahalvön i östligaste Ryssland. Det egentliga oblastet utgjordes av Kamtjatkahalvöns sydliga halva; den norra halvan av halvön utgjordes av det autonoma distriktet Korjakien, som sedan en folkomröstning den 23 oktober 2005 inkluderades i oblastet. Den 1 juli 2007 bildade oblastet och det autonoma distriktet Kamtjatka kraj. Korjakien gränsade till Magadan oblast i nordväst och till det autonoma distriktet Tjuktjien i norr. 
Inkluderat Korjakien hade oblastet en yta på 472 300 km² och 347 123 invånare (1 januari 2007). 
Huvudort och största stad var Petropavlovsk-Kamtjatskij.
Kamtjatka oblast upprättades den 20 oktober 1932.